# San José Temascatío
San José Temascatío es una localidad del estado mexicano de Guanajuato. Es parte del municipio de Salamanca.

## Toponimia
El nombre «San José» hace referencia al santo patrono de la localidad: José de Nazaret. El nombre «Temascatío» proviene de los términos en purépecha: temazcalli, temazcal; tío, lugar. Su significado es «lugar de temazcales».

## Demografía
| Gráfica de evolución demográfica |
|                                  |

| Censo | Población |
| ----- | --------- |
| 1921  | 509       |
| 1930  | 582       |
| 1940  | 611       |
| 1950  | 467       |
| 1960  | 572       |
| 1970  | 585       |
| 1980  | 427       |
| 1990  | 3 944     |
| 2000  | 4 586     |
| 2010  | 5 839     |
| 2020  | 1 112     |